# Annika Hallin
Annika Susanne Hallin (født 16. februar 1968) er en svensk skuespillerinde. Hun studerede på Teaterhögskolan i Stockholm fra 1995 til 1999 og har medvirket i tv-serier som Tre kronor, Beck og Det som skjules i sneen. Derudover har hun optrådt i film som eksempelvis Arn: Tempelridderen (2007) og Margrete den Første (2021) samt filmatiseringerne af Millennium-serien.
Annika Hallin vandt i 2005 Amandaprisen for sin præstation i filmen Vinterkyss (2005). I 2010 blev hun nomineret til en Guldbagge for filmen I taket lyser stjärnorna (2009).

## Udvalgt filmografi
- Tre kronor (tv-serie, 1994, ukrediteret)
- En heks i familien (2000)
- Beck (tv-serie, 2002)
- Graven (tv-serie, 2004-2005)
- Vinterkyss (2005)
- Arn: Tempelridderen (2007)
- Arn: Riget ved vejens ende  (2008, ukrediteret)
- Patrik 1,5 (2008)
- Livet i Fagervik (tv-serie, 2008)
- I taket lyser stjärnorna (2009)
- The Girl (2009)
- Mænd der hader kvinder (2009)
- Pigen der legede med ilden (2009)
- Luftkastellet der blev sprængt (2009)
- Wallander (tv-serie, 2010)
- Pax (2011)
- Som en Zorro (kortfilm, 2012)
- Flimmer (2012)
- Røde ulv (2012)
- Drengen med guldbukserne (2014)
- Min lille søster (2015)
- Der burde være regler (2015)
- Modus (tv-serie, 2015-2017)
- Maria Wern (2016)
- Det som skjules i sneen  (tv-serie, 2018)
- Hamilton (tv-serie, 2020-2022)
- Margrete den Første (2021)
- Natrytterne (tv-serie, 2022)
- Meningen med livet (tv-serie, 2022)
- En dag og en halv (2023)
- Trolltider - Legenden om Bergatrollet (tv-serie, 2023)
- Pjäsen (kortfilm, 2024)
- Genombrottet (tv-serie, 2025)